# والینفردا
والینفردا (به ایتالیایی: Vallinfreda) یک کومونه در ایتالیا است که در استان رم واقع شده‌است. والینفردا ۱۶٫۹ کیلومتر مربع مساحت و ۳۲۳ نفر جمعیت دارد و ۸۷۰ متر بالاتر از سطح دریا واقع شده‌است.